# Церква Покрови Пресвятої Богородиці (Медин, УГКЦ)
Церква Покрови Пресвятої Покрови — храм і парафія Підволочиського деканату  в селі МединПідволочиського району Тернопільської області.
Оголошена пам'яткою архітектури місцевого значення.

## Історія парафії
Історія греко-католицької парафії в Медині починається до 1862 року. В цей рік збудували новий дерев'яний храм із тесаних дубових брусів та кам'яна дзвіниця на чотири дзвони. Тоді парохом був священик Д. Куницький. У 1868 році на місці старої церкви о. Куницький збудував парафіяльний будинок.
У 1870 році на парафію прийшов священик Андрій Качала, який збудував школу та читальню, а в Тернополі заснував «Руську бурсу».
Розпис інтер'єру церкви виконав художник, уродженець села Є. Біленький. Споруду відносять до подільської школи будівництва. Храм тридільний у плані, ближчий до хатнього типу, але над навою є купол.
До 1946 року греко-католикам належав дерев'яний храм, що нині є в користування православної громади села.
Парафія Покрови Пресвятої Богородиці УГКЦ відновлена в 1994 році, візитацію парафії здійснив єписком Михаїл (Сабрига). Оскільки храм перейшов до віруючих УПЦ КП, богослужіння проводилися спочатку на цвинтарі, в 1996 році — в хаті голови парафіяльної ради Олеся Поліщука. 15 лютого 1998 року о. митрат Василь (Семенюк) освятив капличку, пристосовану в шкільній їдальні, приміщення якої було раніше римо-католицьким проборством.
У 2014 році до парафії належало 19 вірян. 

## Парохи
| Ім'я                 | Роки        | Коротка довідка                                                                |
| -------------------- | ----------- | ------------------------------------------------------------------------------ |
| о. Д. Куницький      | до 1870     | збудований новий дерев'яний храм із тесаних дубових брусів та кам'яна дзвіниця |
| о. Андрій Качала     | 1870—?      | збудував у селі школу та читальню                                              |
| о. Довбуш            | невідомо    |                                                                                |
| о. Якович            | (1903)—1920 |                                                                                |
| о. Онуфрій Захарків  | 1920—1942   |                                                                                |
| о. Мельник           | 1942—1943   |                                                                                |
| о. Леонтій Борса     | 1942—1950   | возз'єднався з РПЦ і перевів до неї парафію і храм                             |
| о. Михайло Придатко  | 1994—1995   |                                                                                |
| о. Зиновій Гончарик  | 1996        |                                                                                |
| о. Ігор Атаманюк     | 1996—1997   |                                                                                |
| о. Михайло Андрейчук | від 1997-го |                                                                                |